# Fellhorn
De Fellhorn is een berg van 2039 meter hoogte. Hij ligt in de Zuid-Duitse streek Allgäu in de Allgäuer Alpen nabij Oberstdorf, op de Duits-Oostenrijkse grens. Hij scheidt het Kleinwalsertal van het Stillachtal. De berg is bekend als de bloemenberg van de Allgäuer Alpen en is in het bijzonder beroemd om zijn grote alpenrozenvelden. Sinds de jaren 70 voert een kabelbaan (de Fellhornbahn) vanuit het Stillachtal tot aan een bergstation dat 1967 meter hoog op de berg gelegen is.